# Subjektitüde
Subjektitüde ist der erste Kurzfilm von Helke Sander aus dem Jahr 1966. Er entstand nach der Themenvorgabe „Boy meets Girl“ an der Deutschen Film- und Fernsehakademie Berlin.

## Handlung
Zwei Männer und eine Frau warten an einer Bushaltestelle. Der Film zeigt die Geschichte aus der subjektiven Sicht der drei Protagonisten, dazu hört man ihre Gedanken.

## Trivia
Für den Ton war Holger Meins verantwortlich.